# Zanam Zindé
Zanam Zindé, ook wel Za Namzin De was de zestiende tsenpo, ofwel legendarische koning van Tibet. Hij zou aan het begin van de 2e eeuw hebben geleefd. Hij was de eerste, van de acht middenkoningen met de naam Dé (100-300).
Tijdens de regering van Za Namzin De werden de functies van dalun (premier) en anben (verantwoordelijk voor de inning van tol en belasting) ingevoerd.